# Simon Dutton
Simon Dutton (Buckinghamshire, Inglaterra; 1958) es un actor inglés, más conocido por interpretar el papel de Simon Templar (alias "El Santo") en una serie de películas de televisión producidas internacionalmente en 1989. En 2007 se unió al elenco de la comedia británica Not Going Out con un personaje recurrente, pero fue escrito al final de la segunda temporada. 
Dutton estaba casado con la actriz Betsy Brantley, pero más tarde se divorció de ella. Ahora está casado con la actriz Tamsin Olivier, la hija de Laurence Olivier.

## Filmografía
- To the Lighthouse (1983)
- Memed My Hawk (1984)
- King David (1985)
- The Man in the Brown Suit (1989)
- Dangerous Beauty (1998)
- Death Train (2006)
- 1911 (2011)
- Walking with the Enemy (2013)
- A Royal Christmas (2014)
- Suite Française  (2014)

## Apariciones en televisión
- Doctor Who: "The Time of Angels"
- The Professionals
- By the Sword Divided
- Robin of Sherwood
- Bergerac
- Lovejoy
- Holby City
- Not Going Out
- A Royal Christmas